# Lista dei catholicoi di Armenia
Questa voce contiene la lista dei catholicoi di Armenia.

## Catholicoidi Armenia

### Era apostolica
- San Taddeo Apostolo (43-66)
- San Bartolomeo Apostolo (60-68)
- San Zaccaria (68-72)
- San Zementus (72-76)
- San Atrnerseh (77-92)
- San Mushe (93-123)
- San Shahen (124-150)
- San Shavarsh (151-171)
- San Leontio (172-190)

### Era di Sophene
- San Merozanes (240-270)
- San Gregorio I l'Illuminatore  (288-325)

### Prima era di Echmiadzin, 301-452
- San Gregorio I l'Illuminatore (301-325)
- San Aristaces I (325-333)
- San Vrtanes I (333-341)
- San Husik I (341-347)
- Daniele I di Armenia (347)
- Pharen I di Armenia (348-352)
- San Narses I il Grande (353-373)
- Sahak I (373-377)
- Zaven I (377-381)
- Aspuraces I (381-386)
- San Sahak (Isacco) I (387-428)
- Brkisho di Armenia (428-432)
- Samuele di Armenia (432-437)
- San Hovsep I (437-452)

### Era di Dvin, 452-927
- Melitus I (452-456)
- Moses I (456-461)
- San Kyud I (461-478)
- San Giovanni I (478-490)
- Papken I (490-516)
- Samuele I (516-526)
- Mushe I (526-534)
- Sahak II (534-539)
- Christoforo I (539-545)
- Ghevond I (545-548)
- Narses II (548-557)
- Giovanni II (557-574)
- Moses II (574-604)
  - vacante (604-607), amministrato da Verthanes Qerthol il Grammatico
- Abraham I (607-615)
- Gomidas I (615-628)
- Cristoforo II (628-630), morto dopo il 630
- Ezra I (630-641)
- Narses III il Costruttore (641-661)
- Anastasius I (661-667)
- Israel I (667-677)
- Sahak III (677-703)
- Elias I (703-717)
- San Giovanni III il Filosofo (717-728)
- David I (728-741)
- Dertad I (741-764)
- Dertad II (764-767)
- Sion I (767-775)
- Isaiah I (775-788)
- Stephen I (788-790)
- Joab I (790-791)
- Solomon I (791-792)
- Giorgio I (792-795)
- Giuseppe I (795-806)
- David II (806-833)
- Giovanni IV (833-855)
- Zacharias I (855-876)
- Giorgio II (877-897)
- Mashdotz I (897-898)

### Era di Aghtamar, 927-947
- Giovanni V lo Storico (898-929)
- Stephen II (929-930)
- Teodoro I (930-941)
- Yeghishe I (941-946)

### Era di Arghina, 947-992
- Ananias I (949-968)
- Vahan I (968-969)
- Stephen III (969-972)
- Khachig I (973-992)

### Era di Ani, 992-1058
- Sarkis I (992-1019), morto dopo il 1019
- Peter I (1019–1058)

### Era di Cilicia, 1058-1441
In questo periodo la sede viene trasferita in Cilicia (vedere la lista dei catholicoi armeni di Cilicia per la successione).

### Seconda era di Echmiadzin, dal 1441
- Giragos I (1441–1443)
- Gregorio X (1443–1465)
  - Aristaces II (coadiutore) (1465–1469)
- Sarkis II (1469–1474)
- Giovanni VII (1474–1484), morto nel 1506
- Sarkis III (1484–1515)
- Zacharias II (1515–1520)
- Sarkis IV (1520–1536)
- Gregorio XI (1536–1545)
- Stephen V (1545–1567)
- Michael I (1567–1576)
- Gregorio XII (1576–1590)
- David IV (1590–1629), d. 1633
- Moses III (1629–1632)
- Philip I (1633–1655)
- Jacob IV (1655–1680)
- Eliazar I (1681–1691)
- Nahabed I (1691–1705)
- Alexander I (1706–1714)
- Asdvadzadur (1715–1725)
- Garabed II (1725–1729)
- Abraham II (1730–1734)
- Abraham III (1734–1737)
- Lazar I (1737–1751)
- Minas I (1751–1753)
- Alexander II (1753–1755)
- Sahak V (eletto ma mai consacrato) (1755)
  - vacante (1755–1759)
- Jacob V (1759–1763)
- Simeon I (1763–1780)
- Luke I (1780–1799)
- Joseph II (eletto ma mai consacrato) (1800), morto nel 1801
- David V (1801–1807)
- Daniel II (1802–1808)
- Yeprem I (1809–1830), morto nel 1835
- Giovanni VIII (1831–1842)
- Narses V (1843–1857)
- Matteo I (1858–1865)
- Giorgio IV (1866–1882)
  - vacante (1882–1885)
- Magar (1885–1891)
- Mkrtich I Khrimian (1892–1907)
- Matteo II (1908–1910)
- Giorgio V (1911–1930)
  - vacante (1930–1932)
- Khoren I (1932–1938)
  - vacante (1938–1945)
- Giorgio VI (1945–1954)
- Vazgen I (1955–1994)
- Karekin I (1995–1999)
- Karekin II (1999–attuale)